# Луис Линг
Луис Линг на немски: Louis Lingg (9 септември 1864 г. – 10 ноември 1887 г.) е роден в Германия американски анархист, който умира от самоубийство, докато е в затвора, след като е осъден и осъден на обесване като член на престъпен заговор зад бомбения атентат на площад Хеймаркет. Линг умира от самоубийство в килията си, като лапа капсула динамит малко преди планираната му екзекуция. По-късно Линг получава посмъртно помилване от губернатора на Илинойс, който заявява, че Линг е бил неправилно осъден.

## Биография

### Ранни години
Луис Линг е роден на 9 септември 1864 г. в Манхайм, във Великото херцогство Баден, в семейството на Фридрих Линг. Баща му е пострадал в дървообработващата фабрика, където работел. Луи пише в автобиографията си: „По това време бях на тринадесет, а сестра ми на седем години и на тази възраст получих първите си впечатления от преобладаващите несправедливи социални институции, т.е. експлоатацията на мъжете от мъжете.“
Линг става чирак-дърводелец от 1869 до 1882 г. След това постъпва на работа в Страсбург, в Елзас, след което се премества във Фрайбург, Германия, където се присъединява към Образователното дружество на работещите мъже, социалистическа организация.
За да избегне военна служба, Линг се премества в Швейцария, но през пролетта на 1885 г. полицията в Цюрих му нарежда да напусне страната. Тогава той получава писмо от майка си, в което му казва, че новият ѝ съпруг е готов да му осигури достатъчно пари, за да се премести в Съединените щати.

### Афера Хеймаркет
През юли 1885 г. Линг пристига в Ню Йорк, след което заминава за Чикаго, Илинойс, където се присъединява към Международния съюз на дърводелците и дърводелците. Той пристига в Чикаго седем месеца преди акциите.
На 4 май 1886 г. Линг не присъства на площад Хеймаркет за това, което ще бъде известно като бунта на Хеймаркет. Бомба е хвърлена в тълпата полицаи от неидентифицирано лице, но прокурорите представят доказателства, че той е участвал в направата на бомбата. Седем мъже са арестувани на следващия ден във връзка с бомбения атентат, който убва полицай Матиас Деган и други полицаи. Самият Линг е открит в скривалището си на 14 май 1886 г., когато изважда револвер и се бие с двама полицаи, преди да бъде арестуван. Линг и осем други анархисти са обвинени на 21 юни 1886 г. в престъпен заговор. Линг и шестима други са обвинени и осъдени на смърт.
В апартамента на Линг полицията открила две сферични бомби и четири тръбни бомби. Свидетели, разпитани от полицията, „поставят“ Линг в мазето на Greif's Hall в нощта преди бомбения атентат, заедно с други обвинени членове на заговора, включително Рудолф Шнаубелт, главният заподозрян за хвърляне на бомба, който щеше да бъде съден с другите обвиняеми, ако не бяга от Чикаго. Линг е изправен пред съда със седем сътрудници анархисти, които са съдени като група.
Адвокатът на защитата Моузес Саломон казва във встъпителната си реч пред журито: „Може да изглежда странно защо той (Линг) произвеждаше бомби. Отговорът на това е, че той имаше право къщата му да бъде пълна с динамит.“ Саломон твърди, че обвинените планове не са били насочени към „живота на който и да е отделен човек по всяко време или място“ и не са заговорничели за убийството на полицай Матиас Деган или какъвто и да е брой полицаи, „освен при самозащита“.
Саломон признава и ключов момент в обяснението, че клиентите му наистина са заговорничели да използват сила, като намеренията им са били „...че когато бъде открита обща революция или обща стачка, когато бъдат нападнати, че тогава, всъщност, докато носят целите на тази стачка или революция, че тогава те трябва да използват динамит, а не преди това." Неумело адвокатите на защитата не пледираха за непредумишлено убийство, въпреки че като анархист, който не признаваше авторитета на съда, подходът на защитата вероятно не интересуваше много Линг.
Гюстав Леман, колега анархист дърводелец, свидетелства, че Линг е бил член на войнствено „въоръжено крило“ на неговия профсъюз на дърводелците. Леман е разположен пред Greif's Hall като наблюдател и си спомня как се е разхождал вкъщи с Линг, Уилям Селигер и двама други мъже. Когато те питаха какво става, Линг казва: „Всички вие сте волове – глупаци“. Химици свидетелстват, че бомбите, открити в апартамента на Линг, споделят уникална химическа смес с шрапнелите от бомбата Хеймаркет.
Селигер, революционен дърводелец, който пренаема стая на Линг, дава най-осъдителните показания срещу него. Селигер е обвинен в убийството на офицер Деган и в заговор, бунт и незаконно събрание. Обвиненията са свалени, когато Селигер предава държавните доказателства. Той казва на журито, че е станал рано сутринта на бомбардировката и е помолил Линг да премахне бомбите от сградата. Линг убеждава Селигер, че ако му помогне да сглоби бомби, ще му позволи да ги премахне този ден. Селигер казва, че най-малко двама други мъже, Ернст Хюбнер и Херман Муценберг, са помогнали за привеждането на бомбите в готовност.  Двамата не се явяват в съда, но правят изявления пред полицията, потвърждаващи историята на Селигер. Никой от тях не е сигурен колко бомби са направили с Линг този ден, техните оценки варират от 26 до 50.
Твърди се, че Линг казал на Селигер, че работи твърде бавно, тъй като имали нужда от бомбите до следобед. Селигер цитира думите на Линг, че те ще бъдат използвани същата вечер срещу „полицията, когато дойдат да защитят капиталистите“. Той каза, че Линг е очаквал „безредици“ в Уестсайд и че е забелязал думата „Ruhe“ (тишина) в анархисткия вестник Арбайтерцайтунг, сигнал за въоръжените групи да се съберат.
Селигер свидетелства, че е помогнал за транспортирането на бомби до Neff's Saloon, анархистически център, където мъжете сами са си помогнали с бомбите. След това се върна при Неф с Линг след бомбардировката. Там един мъж, дошъл от Хеймаркет, изкрещя на Линг: „Ти си виновен за всичко“, инцидент, потвърден от свидетелството на Мориц Неф, барманът анархист.
При кръстосан разпит Селигер заявява, че му е било платено от полицията два пъти. Той също така заявява, че съпругата му също е била платена от полицията, но че не знае колко пъти или колко пари е получила, но при по-нататъшен разпит каза „Мисля, че двадесет или двадесет и пет долара“. След процеса Селигер и семейството му са изпратени в Германия на разноски на полицията.
Говорейки пред съда при произнасянето на присъдата си, Линг заклеймява Селигер като „купен крещящ“, добавяйки, че прокуратурата не е успяла да докаже, че направените от него бомби са били отнесени в Хеймаркет. Той също така оспорва връзката на своите бомби с бомбата Хеймаркет. „Няколко химици също бяха доведени тук като специалисти, но те можеха само да заявят, че металът, от който е направена бомбата Хеймаркет, има известна прилика с тези мои бомби“, каза, че прокурорът признава, че има разлика от половин инч в диаметрите на бомбата. „Умирам щастлив на бесилото, толкова съм уверен, че стотиците и хилядите, на които говорих, ще запомнят думите ми. Когато вие ни обесите, тогава те ще хвърлят бомби! С тази надежда ви казвам, Презирам те, презирам твоя ред, твоите закони, вашата власт, подкрепена от сила. Обеси ме за това."

### Смърт и наследство
На 6 ноември 1887 г. в килията на Линг са открити четири бомби. Линг умира от самоубийство на 10 ноември 1887 г., ден преди да бъде обесен. Той използва фуражна капсула, донесена му нелегално от друг затворник. Слага го в устата си и го запалва в 9:00 сутринта. Взривът отнася долната му челюст и поврежда голяма част от лицето му. Той оцелява още 6 часа – пишейки „Hoch die anarchie!“ (Ура за анархията!) върху камъните в килията в собствената си кръв, преди да дойдат пазачите – до смъртта му около 15:00 часа.
Линг е погребан в парцел, белязан от 1893 г. от Паметника на мъчениците от Хеймаркет, в гробището „Валдхайм“ (сега гробище „Forest Home“) във Форест Парк, Илинойс. На 26 юни 1893 г. губернаторът на Илинойс, Джон Алтгелд, помилва всички осем мъже, които са били осъдени за бунта в Хеймаркет, заявявайки, че са невинни за престъплението, за което са умрели.